# Kōjin Karatani
Kōjin Karatani (柄谷 行人, Karatani Kōjin, nascut el 6 d'agost del 1941, Amagasaki) és un filòsof japonés i crític literari.

## Biografia
Karatani va ingressar a la Universitat de Tòquio l'any 1960, on es va unir a la Lliga Comunista Marxista radical, més coneguda com "El Bund", i va participar en les protestes massives de l'Anpo de 1960 contra el Tractat de Seguretat dels Estats Units i el Japó, que més tard arribaria a considerar com a una experiència política formativa.
Karatani es va graduar en la llicenciatura en economia el 1965 i més tard es gradua en un màster en literatura anglesa el 1967. El Premi Literari Gunzō, que va rebre als 27 anys per un assaig sobre Natsume Sōseki, va ser la seva primera aclamació de la crítica com a crític literari. Mentre ensenyava a la Universitat Hosei de Tòquio, va escriure extensament sobre la modernitat i la postmodernitat amb un enfocament particular en el llenguatge, el nombre i els diners, conceptes que formen el subtítol d'un dels seus llibres centrals: L'arquitectura com a metàfora.
El 1975, va ser convidat a la Universitat Yale per ensenyar literatura japonesa com a professor visitant, on va conèixer Paul de Man i Fredric Jameson i va començar a treballar sobre el formalisme. Va partir d'un estudi de Natsume Sōseki.
Karatani va col·laborar amb el novel·lista Kenji Nakagami, a qui va presentar les obres de Faulkner. Amb Nakagami, va publicar Kobayashi Hideo o koete (Superant Kobayashi Hideo). El títol és una referència irònica a "Kindai no chokoku" (Superant la modernitat), un simposi celebrat l'estiu de 1942 a la Universitat Imperial de Kyoto (avui Universitat de Kyoto) al qual Hideo Kobayashi (a qui Karatani i Nakagami no tenien molta estima) va ser participant.
També va ser membre habitual d'ANY, la conferència internacional d'arquitectes que se celebrava anualment durant l'última dècada del segle XX i que també va publicar una sèrie arquitectònica/filosòfica amb Rizzoli sota l'epígraf general Anyone.
Des de 1990, Karatani ensenya regularment a la Universitat de Colúmbia com a professor visitant.
Karatani va fundar el New Associationist Movement (NAM) al Japó l'estiu de 2000. NAM va ser concebuda com una associació contracapitalista/estat nació, inspirada en l'experiment de LETS (Local Exchange Trading Systems, basat en moneda no comercialitzada). També va ser coeditor, amb Akira Asada, de la revista trimestral japonesa Hihyōkūkan (Espai crític), fins que va acabar el 2002.
El 2006, Karatani es va retirar de la càtedra del Centre Internacional de Ciències Humanes de la Universitat Kinki, Osaka, on havia estat ensenyant.
El 2022, Karatani va rebre el Premi Berggruen de Cultura i Filosofia d'un milió de dòlars.

## Filosofia
Karatani ha produït conceptes filosòfics, com ara "la voluntat d'arquitectura ", que ell anomena la base de tot el pensament occidental, però el més conegut d'ells és probablement el de "Transcritique", que va proposar al seu llibre Transcritique., on llegeix Kant a través de Marx i viceversa. Escrivint sobre Transcritique a la New Left Review de gener-febrer de 2004, Slavoj Žižek va portar l'obra de Karatani a una major atenció crítica. Žižek va agafar en préstec el concepte de "vista de paral·laxi " (que també és el títol de la seva ressenya) per al títol del seu propi llibre.
Karatani ha interrogat la possibilitat d'una desconstrucció (de Manian) i ha entaulat un diàleg amb Jacques Derrida a la Segona Conferència Internacional sobre el Discurs Humanístic, organitzada per la Universitat de Mont-real. Derrida va comentar el treball de Karatani "Nationalism and Ecriture" amb èmfasi en la interpretació del seu propi concepte d'écriture.